# Koolhoven F.K.58
Koolhoven F.K.58 là một loại máy bay tiêm kích đánh chặn do Koolhoven chế tạo theo hợp đồng với Pháp. Nó trang bị cho Armée de l'Air, nhưng F.K.58 chỉ tham chiến hạn chế trong Trận chiến nước Pháp.

## Biến thể
Mẫu thử F.K.58
Trang bị động cơ 1,080 hp Hispano-Suiza 14AA, 2 chiếc.
FK-58 [Bristol Taurus]
Phiên bản Hà Lan trang bị động cơ Bristol Taurus, đề án không hoàn thành.
F.K.58
Biến thể sản xuất đầu tiên trang bị động cơ Hispano-Suiza 14AA, 7 chiếc.
F.K.58A
Phiên bản sản xuất trang bị động cơ Gnome-Rhône 14N-16, 11 chiếc.

## Quốc gia sử dụng
Pháp
- Armee de l'Air

 Ba Lan
- Không quân Ba Lan lưu vong ở Pháp
  - Eskadra "Koolhoven" sử dụng 8 chiếc, có thể là biến thể FK.58A.

## Tính năng kỹ chiến thuật (F.K.58)

### Đặc điểm riêng
- Tổ lái: 1
- Chiều dài: 8,7 m (28 ft 6,75 in)
- Sải cánh: 11 m (36 ft 1,25 in)
- Chiều cao: 3 m (9 ft 10 in)
- Diện tích cánh: 17,3 m² (186,2 ft²)
- Trọng lượng rỗng: 1.930 kg (4.255 lb)
- Trọng lượng có tải: 2.750 kg (6.063 lb)
- Động cơ: 1 × Gnome-Rhône 14N-16, 768 kW (1.030 hp)

### Hiệu suất bay
- Vận tốc cực đại: 505 km/h (314 mph)
- Vận tốc hành trình: 450 km/h (280 mph)
- Tầm bay: 750 km (466 mi)
- Trần bay: 10.000 m (32.810 ft)
- Vận tốc lên cao: 11,6 m/s (1.130 ft/phút)
- Lực nâng của cánh: 159 kg/m² (32,6 lb/ft²)
- Lực đẩy/trọng lượng: 0,28 kW/kg (0,17 hp/lb)

### Vũ khí
- 4 khẩu súng máy FN-Browning 7,5 mm